# Fabiana Luperini
Fabiana Luperini, född den 14 januari 1974 i Pontedera, Toscana är en italiensk före detta professionell tävlingscyklist. Hon utmärkte sig främst i etapploppen och vann Giro d'Italia Femminile fem gånger (1995-1998 och återigen 2008, tio år senare - dessutom kom hon tvåa 2004), Grande Boucle Féminine Internationale tre gånger (1995-1997) och Tour de l'Aude cycliste féminin en gång (1998). Bland hennes deltagande i endagslopp märks främst Vallonska pilen som hon vann tre gånger (1998 och 2001-2002). Luperini blev även italiensk mästare i linjelopp fyra gånger (1996, 2004, 2006 och 2008).